# Opération Kiev
Guerre soviéto-polonaise
Guerre d'indépendance ukrainienne
Batailles
- Offensive vers l'Ouest
- Opération Minsk
- Daugavpils
- Letychiv
- Koziatyn
- Opération Kiev
- Radzymin
- Varsovie
- Komarów
- Rivière Niémen

L'opération Kiev (ou offensive Kiev) est une tentative de la Deuxième République de Pologne, alors dirigée par Józef Piłsudski, pour prendre le contrôle de l'Ukraine centrale et orientale, ou du moins d'une partie significative de ces régions, à la fois contre les troupes irrégulières ukrainiennes et la Russie soviétique. 

## Contexte

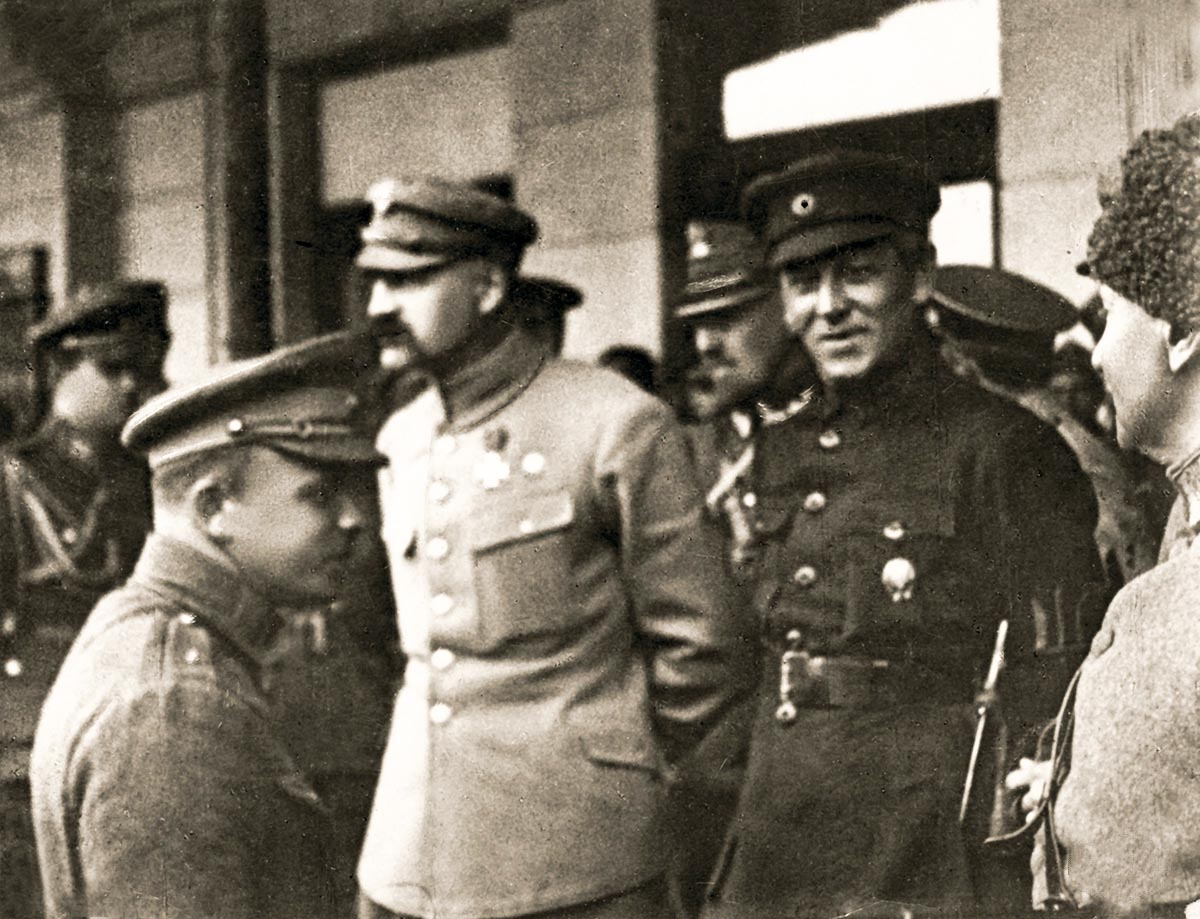
Józef Piłsudski et Symon Petlioura à Vinnytsia en mai 1920.

Le but avoué de l'opération était de créer une Ukraine indépendante alliée à la Pologne pour protéger sa frontière orientale ; une partie de la population ukrainienne voyait cela comme une nouvelle occupation, et de fait les Ukrainiens combattirent aussi bien du côté polonais que dans les rangs de l'Armée rouge. S'affrontait en Ukraine les troupes blanches du général Denikine, celles de Makhno, l'Armée rouge et l'Armée populaire ukrainienne. Après de premiers affrontements, les troupes de Józef Piłsudski et Symon Petliura signent une paix le 1er septembre 1919. C'est une des principales opérations militaires de la guerre russo-polonaise de 1920 ; elle dura d'avril à juin 1920, et fut menée conjointement par l'armée polonaise et les troupes de la République populaire ukrainienne de Simon Petlioura, contre les forces bolcheviques.

## Déroulement

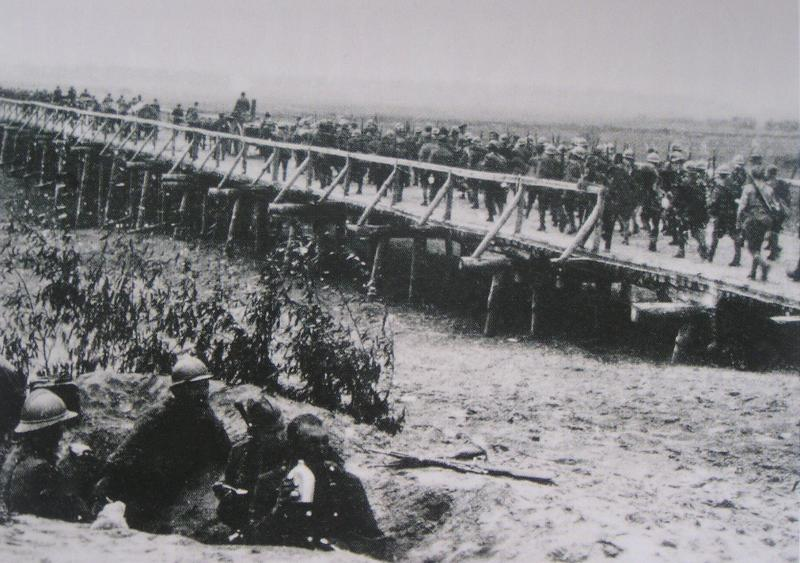
Les troupes polonaises quittent Kyiv

Ce fut d'abord un succès pour l'armée polonaise, qui s'empara de Kiev en mai 1920. Mais l'Armée rouge réagit, menée par Mikhaïl Toukhatchevski en Biélorussie, et plus au sud par Aleksandr Iegorov qui marche vers la Galicie (avec une cavalerie commandée par Semion Boudienny). En face de ces offensives soviétiques, les troupes de Józef Piłsudski, chef de l'État polonais, et de l'ukrainien Symon Petlioura ne rencontrèrent pas le soutien escompté au sein de la population ukrainienne. Elles durent se retirer sous la pression croissante de la contre-offensive lancée par l'Armée rouge.